# Eslovenia en los Juegos Olímpicos de Pyeongchang 2018
Eslovenia estuvo representada en los Juegos Olímpicos de Pyeongchang 2018 por un total de 71 deportistas que competirán en 9 deportes. Responsable del equipo olímpico fue el Comité Olímpico Esloveno, así como las federaciones deportivas nacionales de cada deporte con participación.
La portadora de la bandera en la ceremonia de apertura fue la esquiadora de fondo Vesna Fabjan.

## Medallistas
El equipo olímpico esloveno obtuvo las siguientes medallas:
| Nombre    | Deporte   | Competición                |
| --------- | --------- | -------------------------- |
| Oro       |           |                            |
| —         |           |                            |
| Plata     |           |                            |
| Jakov Fak | Biatlón   | Individual M               |
| Bronce    |           |                            |
| Žan Košir | Snowboard | Eslalon gigante paralelo M |